# Dan Marino
Daniel Constantine Marino Jr., detto Dan (Pittsburgh, 15 settembre 1961), è un ex giocatore di football americano statunitense, inserito nella Pro Football Hall of Fame nel 2005.
Marino da professionista fu la prima scelta assoluta di tutti i tempi nei draft della neonata United States Football League, ma preferì firmare nella National Football League, militando sempre nei Miami Dolphins. Ha giocato come quarterback ed è considerato una leggenda nella storia della NFL dove ha stabilito diversi primati per un quarterback, alcuni dei quali superati solo di recente. In suo onore i Miami Dolphins hanno eretto una statua di bronzo davanti all'Hard Rock Miami Stadium

## I primi anni
Dan Marino è nato a Pittsburgh, in Pennsylvania, da genitori di origine italiana e polacca. Crebbe presso Parkview Avenue, un quartiere tradizionalmente abitato da esponenti della classe operaia. Frequentò la scuola elementare di San Regis, una scuola cattolica, poi passò al Liceo cattolico di Pittsburgh, dove cominciò a giocare a baseball, e vinse un trofeo giovanile di football americano. Qui fu scelto come giocatore dilettante dalla squadra di baseball dei Kansas City Royals, ma a partire dal 1979, Marino scelse di passare al football universitario.
I cugini Alec e Jesse Root sono giocatori di hockey su ghiaccio professionisti.

## Carriera universitaria

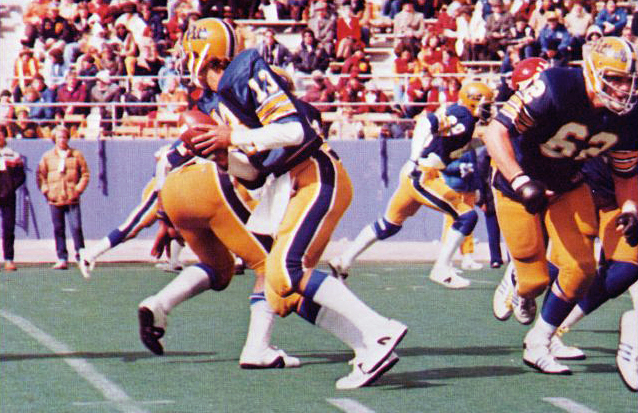
Marino con l'Università di Pittsburgh nel 1979.

Marino giocò a football nell'università di Pittsburgh, nella squadra dei Panthers dal 1979 al 1982. Nel 1979 guidò i Panthers nella vittoria contro l'Università della Virginia Occidentale per 24-17 nella sfida annuale del Backyard Brawl, totalizzando 232 iarde e un touchdown. Trionfò in seguito contro i Georgia Bulldogs nello Sugar Bowl. La successiva stagione non fu tra le più brillanti per Marino, perdendo l'Heisman Trophy ed il Cotton Bowl contro le squadre di Eric Dickerson e Craig James. Nonostante queste sconfitte, i Panthers di Marino affrontarono ancora l'Università della Virginia Occidentale vincendo per 16-13.
Nel 1982, però, Marino fu anche protagonista di una brutta caduta che lo lasciò per parecchio tempo lontano dagli stadi, a causa di un infortunio al ginocchio.

## Carriera professionistica

### Miami Dolphins
Il 4 gennaio 1983 Marino venne scelto dalla squadra dei Los Angeles Express della United States Football League ma non firmò mai un contratto con loro preferendo firmare per i Miami Dolphins nella National Football League: all'inizio giocò con la maglia numero 27 come riserva. Marino giocò la sua prima partita con i Miami Dolphins contro i Buffalo Bills e fu l'inizio di una stagione di successi, conclusa con la sua prima convocazione per il Pro Bowl.
L'anno successivo superò sei diversi record NFL stagionali nei passaggi, compreso il maggior numero di passaggi da touchdown (48, che resistette per 20 anni fino a quando fu superato da Peyton Manning nel 2004, poi da Tom Brady e ancora da Manning nella stagione 2013) e maggior numero di yard passate (5.084, durato per 27 anni quando fu superato da Drew Brees nel 2011) in una stagione, venendo premiato come MVP della NFL. I Dolphins la stagione regolare con un record di 14–2, assicurandosi il vantaggio casalingo in tutti i playoff. Nel primo turno, i Dolphins vendicarono la loro sconfitta dell'anno precedente battendo i Seattle Seahawks 31–10 e in seguito batterono i Pittsburgh Steelers nella finale della AFC per 45–28.

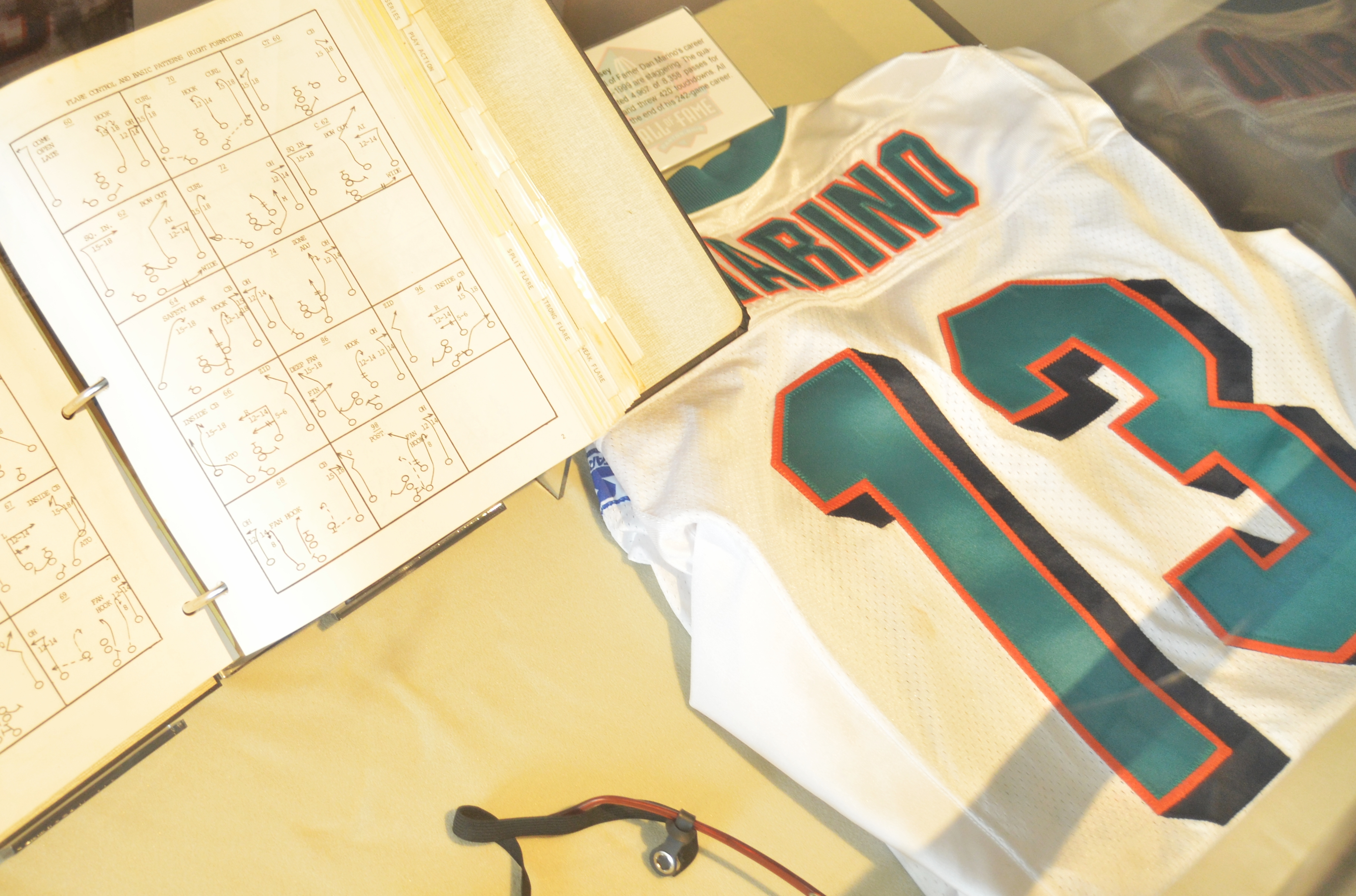
L'uniforme di Marino in mostra alla Pro Football Hall of Fame a Canton, Ohio.

Nel Super Bowl XIX, Marino e i Dolphins affrontarono i San Francisco 49ers e Joe Montana a Palo Alto, California. I Dolphins, che avevano tentato 74 corse nelle ultime due gare, corsero solamente otto volte durante la partita. Marino terminò con 29 passaggi completati su 50 per 318 yard, un passaggio da touchdown e due intercetti. I Dolphins persero 38–16 in quella che fu l'unica apparizione della carriera di Dan al Super Bowl.
Fino alla stagione 1993, Marino guidò i Miami Dolphins in quello che viene considerato uno dei migliori periodi nella loro storia nella NFL. A fine stagione del 1993 fu colpito da un avversario durante una partita a Cleveland, proprio al tendine di Achille infortunato in passato. Marino ricominciò a giocare all'inizio della stagione successiva: fu una stagione incerta per i Dolphins, data la preparazione fisica di Marino. La prima partita fu contro i New England Patriots, in una giornata molto piovosa, che rese il terreno particolarmente fangoso. Nonostante le condizioni avverse, i Dolphins riuscirono a vincere per 39-35. Nei play-off. i Dolphins sconfissero per 27-17 i Kansas City Chiefs guidati da Joe Montana e una settimana più tardi persero contro i San Diego Chargers 22-21 dopo aver chiuso il secondo quarto sul 21-6 a proprio favore. In quella stagione, Marino passò 4.435 yard e vinse il premio NFL Comeback Player of the Year.
Dopo la deludente stagione del 1995, l'allenatore Don Shula si dimise e fu sostituito da Jimmy Johnson. Dalla stagione successiva, i Miami Dolphins non riuscirono più a eguagliare le vittorie dell'era Shula, anche per il difficile rapporto di Dan col nuovo allenatore. Nel gennaio 2000 i Dolphins conquistarono i play-off: sconfissero i Seattle Seahawks nel primo turno, ma nella partita successiva la squadra di Marino perse miseramente contro i Jacksonville Jaguars. Il marzo seguente, Marino annunciò il suo ritiro definitivo dal football americano, anche se ci fu un tentativo d'ingaggio da parte dei Minnesota Vikings.

## Dopo il football
Nel 2003, Marino fu inserito nella Hall of Fame dell'Università di Pittsburgh e, a partire dal 2004, Marino riveste il ruolo di vicepresidente della squadra dei Miami Dolphins.
Nella sua vita privata Marino vive con la moglie, Claire, e i sei bambini (quattro loro, e due adottati) a Fort Lauderdale, Florida.
Oltre alla sua carriera di giocatore di football, Dan Marino è anche famoso per aver partecipato in piccole parti ad alcuni film come Ace Ventura - L'acchiappanimali o Bad Boys II, in entrambi i casi nel ruolo di se stesso.

## Palmarès

### Franchigia
- American Football Conference Championship: 1

Miami Dolphins: 1984

### Individuale
- MVP della NFL: 1

1984
- Convocazioni al Pro Bowl: 9

1983, 1984, 1985, 1986, 1987, 1991, 1992, 1994, 1995
- First-Team All-Pro: 3

1984, 1985, 1986
- Second-Team All-Pro: 5

1983, 1988, 1992, 1994, 1995
- Miglior giocatore offensivo dell'anno della NFL: 1

1984
- NEA MVP della NFL: 1

1984
- PFWA MVP della NFL: 1

1984
- SN MVP della NFL: 1

1984
- Bert Bell Award: 1

1984
- UPI Giocatore dell'anno della AFC: 2

1984, 1994
- Giocatore offensivo dell'anno della AFC: 4

1983, 1984, 1986, 1994
- NFL Comeback Player of the Year Award: 1

1994
- Walter Payton NFL Man of the Year Award: 1

1998
- Leader della NFL in passaggi da touchdown: 3

1984, 1985, 1986
- PFWA All-Rookie Team - 1983
- Club delle 500 yard passate in una singola gara
- Formazione ideale del 100º anniversario della National Football League
- Classificato al #25 tra i migliori cento giocatori di tutti i tempi da NFL.com
- Pro Football Hall of Fame (Classe del 2005)
- Miami Dolphins Honor Roll (Classe del 2000)
- College Football Hall of Fame (Classe del 2002)
- Numero 13 ritirato dai Miami Dolphins

## Statistiche
| Anno     | Squadra  | P   | V   | Comp  | Ten   | %    | Yard   | Media | Max | TD  | Int | Rat   | TenC | Yard C | Media C | TD C |
| 1983     | Miami    | 11  | 7   | 173   | 296   | 58.4 | 2210   | 7.5   | 85  | 20  | 6   | 96.0  | 28   | 45     | 1.6     | 2    |
| 1984     | Miami    | 16  | 14  | 362   | 564   | 64.2 | 5 084  | 9.0   | 80  | 48  | 17  | 108.9 | 28   | -7     | -0.3    | 0    |
| 1985     | Miami    | 16  | 12  | 336   | 567   | 59.3 | 4 137  | 7.3   | 73  | 30  | 21  | 84.1  | 26   | -24    | -0.9    | 0    |
| 1986     | Miami    | 16  | 8   | 378   | 623   | 60.7 | 4 746  | 7.6   | 85  | 44  | 23  | 92.5  | 12   | -3     | -0.3    | 0    |
| 1987     | Miami    | 12  | 7   | 263   | 444   | 59.2 | 3 245  | 7.3   | 59  | 26  | 13  | 89.2  | 12   | -5     | -0.4    | 1    |
| 1988     | Miami    | 16  | 6   | 354   | 606   | 58.4 | 4 434  | 7.3   | 80  | 28  | 23  | 80.8  | 20   | -17    | -0.9    | 0    |
| 1989     | Miami    | 16  | 8   | 308   | 550   | 56.0 | 3 997  | 7.3   | 78  | 24  | 22  | 76.9  | 14   | -7     | -0.5    | 2    |
| 1990     | Miami    | 16  | 12  | 306   | 531   | 57.6 | 3 563  | 6.7   | 69  | 21  | 11  | 82.6  | 16   | 29     | 1.8     | 0    |
| 1991     | Miami    | 16  | 8   | 318   | 549   | 57.9 | 3 970  | 7.2   | 54  | 25  | 13  | 85.8  | 27   | 32     | 1.2     | 1    |
| 1992     | Miami    | 16  | 11  | 330   | 554   | 59.6 | 4 116  | 7.4   | 62  | 24  | 16  | 85.1  | 20   | 66     | 3.3     | 0    |
| 1993     | Miami    | 5   | 4   | 91    | 150   | 60.7 | 1 218  | 8.1   | 80  | 8   | 3   | 95.9  | 9    | -4     | -0.4    | 1    |
| 1994     | Miami    | 16  | 10  | 385   | 615   | 62.6 | 4 453  | 7.2   | 64  | 30  | 17  | 89.2  | 22   | -6     | -0.3    | 1    |
| 1995     | Miami    | 14  | 9   | 309   | 482   | 64.1 | 3 668  | 7.6   | 67  | 24  | 15  | 90.8  | 11   | 14     | 1.3     | 0    |
| 1996     | Miami    | 13  | 7   | 221   | 373   | 59.2 | 2 795  | 7.5   | 74  | 17  | 9   | 87.8  | 11   | -3     | -0.3    | 0    |
| 1997     | Miami    | 16  | 9   | 319   | 548   | 58.2 | 3 780  | 6.9   | 55  | 16  | 11  | 80.7  | 18   | -14    | -0.8    | 0    |
| 1998     | Miami    | 16  | 10  | 310   | 537   | 57.7 | 3 497  | 6.5   | 61  | 23  | 15  | 80.0  | 21   | -3     | -0.1    | 1    |
| 1999     | Miami    | 11  | 5   | 204   | 369   | 55.3 | 2 448  | 6.6   | 62  | 12  | 17  | 67.4  | 6    | -6     | -1.0    | 0    |
| Carriera | Carriera | 242 | 147 | 4 967 | 8 358 | 59.4 | 61 361 | 7.3   | 85  | 420 | 252 | 86.4  | 301  | 87     | 0.3     | 9    |

Legenda:
P = partite giocate
V = vittorie
Comp = passaggi completati
Ten = passaggi tentati
% = percentuale di completamento dei passaggi
Yard = yard guadagnate su passaggio
Media = yard guadagnate per tentativo
Max = passaggio più lungo della stagione
TD = touchdown su passaggio
Int = intercetti subiti
Rat = passer rating
Ten C = corse tentate
Yard C = yard totali guadagnate su corsa
Media C = media di yard corse per tentativo
TD C = touchdown segnati su corsa